# Эмоциональная депривация
Эмоциональная депривация — это разновидность психической депривации, заключающаяся в недостаточности, бедности или полном отсутствии эмоциональных контактов с людьми. Обычно наблюдается одновременно с другими видами психической депривации, как то материнская, социальная, когнитивная и другие. Следует отметить, что изолированно отмеченные виды психической депривации наблюдаются редко, чаще имеет место их сочетание, например, социальное сиротство связано с эмоциональной и когнитивной депривацией, нередко и с физическим (избиением) и психологическим насилием (пренебрежение правами ребёнка, физическим обеспечением и уходом).

## Признаки
К признакам эмоциональной депривации относят:
- Снижение коммуникативно-познавательной активности;
- Дефицитарность (бедность) мотивационно-потребностной сферы;
- Эмоционально-личностные нарушения и аффективные расстройства поведения[2]

## Развитие эмоциональной депривации у детей
В раннем возрасте депривированные дети малоэмоциональны, отрицательные эмоции (гнев, страх) у них преобладают над положительными. Они сталкиваются с задержками в развитии речи и мимики, которые, как правило, беднее, чем у их недепривированных сверстников.
В дальнейшем бедность эмоционального опыта может привести к целому ряду последствий, как то:
- снижение потребности в общении и взаимодействии с людьми, одиночество;
- неспособность к установлению крепких отношений с окружающими, будь то дружба, любовь, товарищество и т. п.;
- эмоциональная нестабильность и повышенная возбудимость;
- высокая тревожность или наоборот вялость и безразличие;
- неспособность к самостоятельному принятию решений, безынициативность;
- низкая самооценка и страх неудачи.

## Скрытая депривация
Хотя в группе риска находятся, прежде всего, дети из закрытых детских учреждений, симптомы эмоциональной депривации могут проявляться даже у тех детей, которые воспитываются в благополучных семьях. Это может быть вызвано излишней требовательностью, гиперопекой, особенностями воспитания, при которых у ребёнка не складывается доверительных и комфортных отношений с родителями.

## Профилактика
Важнейшим условием для профилактики эмоциональной депривации является устойчивая положительная психоэмоциональная связь человека еще на внутриутробном и младенческом этапе жизни, прежде всего с матерью. Отсутствие таковой, отношение матери к ребёнку как к нежеланному, стресс и негативные эмоции играют серьезную роль в формировании эмоциональной депривации. В деле установления эмоциональной связи имеют значения все способы коммуникации матери и ребёнка - жесты, интонация, мимика и т.д.